# 데카당
데카당 (Decadent)은 대한민국의 인디 록 밴드이며, 2016년 결성되었으며, 2019년 해체되었다. 밴드의 유일한 정규 음반 Decadent (2018)은 한국대중음악상에서 베스트 모던 록 음반 부문에 노미네이트 되었다.

## 역사
데카당은 2016년 5월 혜화동에서 고등학교 동창들을 중심으로 결성되었다. 2017년 5월 4일 EP ㅔ를 발표했으며, 펜타포트 락 페스티벌에서 슈퍼 루키로 선정되어 공연을 했다.
이후 2018년 첫 정규 음반 Decadent을 발매했으며, 관련 전시회를 개최했다. 2018년 한국교육방송공사와 한국콘텐츠진흥원이 공동 주최한 EBS 헬로 루키 with KOCCA에 선정되었으며, 음반은 한국대중음악상에서 베스트 모던 록 음반 부문에 노미네이트 되었다.
데카당은 2019년 해체를 발표했으며, 2019 지산 록 페스티벌에서 마지막 공연을 가지기로 했으나 페스티벌이 취소되는 바람에 성사되지는 못했다. 보컬리스트 진동욱은 후에 2019년 솔로로 데뷔했으며, 정규 음반 DFMO를 발매했다.

## 음반 목록

### 정규 음반
- Decadent (2018)

### EP
- ㅔ (2017)